# Elche CF
Elche Club de Fútbol, S.A.D. (tiếng Valencia: Elx Club de Futbol, S.A.D.) là một câu lạc bộ bóng đá chuyên nghiệp Tây Ban Nha có trụ sở tại Elche, tỉnh Alicante, thuộc Cộng đồng Valencia, Tây Ban Nha. Được thành lập vào năm 1923, câu lạc bộ hiện thi đấu tại LaLiga Hypermotion, và tổ chức các trận đấu trên sân nhà tại sân vận động Manuel Martínez Valero, với sức chứa 33.732 chỗ ngồi.
Được thành lập vào năm 1923 do sự hợp nhất giữa tất cả các câu lạc bộ của thị trấn, Elche gia nhập hệ thống giải đấu vào năm 1929, đạt đến Segunda División vào năm 1934 và La Liga vào năm 1959, đứng thứ năm trong giải đấu sau vào năm 1963–64. Câu lạc bộ là á quân tại Copa del Rey năm 1969. Elche trở thành câu lạc bộ đầu tiên và duy nhất trong lịch sử La Liga phải xuống hạng do nợ thuế chưa trả ở mùa giải 2014–15. Elche trở lại La Liga vào năm 2020–21 sau khi được thăng hạng lên Segunda División và sau đó là La Liga chỉ sau ba mùa giải.

## Cầu thủ

### Đội hình hiện tại
Tính đến ngày 1/2/2024
Ghi chú: Quốc kỳ chỉ đội tuyển quốc gia được xác định rõ trong điều lệ tư cách FIFA. Các cầu thủ có thể giữ hơn một quốc tịch ngoài FIFA.
| Số | VT | Quốc gia    | Cầu thủ                            |
| -- | -- | ----------- | ---------------------------------- |
| 1  | TM | Tây Ban Nha | Miguel San Román                   |
| 2  | HV | Tây Ban Nha | Mario Gaspar                       |
| 3  | TV | Ecuador     | Jhegson Méndez (mượn từ São Paulo) |
| 4  | HV | Tây Ban Nha | Diego González                     |
| 5  | HV | Tây Ban Nha | John Donald                        |
| 6  | HV | Tây Ban Nha | Pedro Bigas                        |
| 7  | TĐ | Tây Ban Nha | Óscar Plano                        |
| 8  | TV | Tây Ban Nha | Arnau Puigmal (mượn từ Almería)    |
| 9  | TV | Tây Ban Nha | Sergio Bermejo (mượn từ Zaragoza)  |
| 10 | TĐ | Tây Ban Nha | Manu Nieto (mượn từ Andorra)       |
| 11 | TV | Tây Ban Nha | Tete Morente                       |
| 12 | HV | Tây Ban Nha | José Salinas                       |
| 13 | TM | Argentina   | Matías Dituro                      |

| Số | VT | Quốc gia    | Cầu thủ                                |
| -- | -- | ----------- | -------------------------------------- |
| 14 | TV | Tây Ban Nha | Aleix Febas                            |
| 17 | TV | Tây Ban Nha | Josan                                  |
| 18 | TĐ | Tây Ban Nha | Borja Garcés (mượn từ Atlético Madrid) |
| 19 | TĐ | Maroc       | Mourad El Ghezouani                    |
| 20 | TV | Tây Ban Nha | Cristian Salvador                      |
| 21 | TV | Argentina   | Nicolás Castro (mượn từ Genk)          |
| 22 | TV | Argentina   | Nicolás Fernández Mercau               |
| 23 | HV | Tây Ban Nha | Carlos Clerc                           |
| 24 | HV | Tây Ban Nha | Sergio Carreira (mượn từ Celta)        |
| 28 | TM | Tây Ban Nha | Jesús López                            |
| 30 | TV | Tây Ban Nha | Rodrigo Mendoza                        |
| 35 | HV | Tây Ban Nha | David López (mượn từ Mallorca)         |

### Đội dự bị
Ghi chú: Quốc kỳ chỉ đội tuyển quốc gia được xác định rõ trong điều lệ tư cách FIFA. Các cầu thủ có thể giữ hơn một quốc tịch ngoài FIFA.
| Số | VT | Quốc gia    | Cầu thủ        |
| -- | -- | ----------- | -------------- |
| 27 | TĐ | Maroc       | Ali Houary     |
| 29 | TĐ | Maroc       | Nordin Al Lal  |
| 31 | TĐ | Tây Ban Nha | Didac Castellá |

| Số | VT | Quốc gia          | Cầu thủ     |
| -- | -- | ----------------- | ----------- |
| 32 | TĐ | Maroc             | Adam Boayar |
| 34 | HV | Tây Ban Nha       | Javi Pamies |
| 37 | TĐ | Cộng hòa Dominica | Rafa Nuñez  |

### Cho mượn
Ghi chú: Quốc kỳ chỉ đội tuyển quốc gia được xác định rõ trong điều lệ tư cách FIFA. Các cầu thủ có thể giữ hơn một quốc tịch ngoài FIFA.
| Số | VT | Quốc gia    | Cầu thủ                                         |
| -- | -- | ----------- | ----------------------------------------------- |
| —  | TM | Argentina   | Axel Werner (tại Rosario Central đến 30/6/2024) |
| —  | TM | Tây Ban Nha | Edgar Badia (tại Zaragoza đến 30/6/2024)        |

| Số | VT | Quốc gia    | Cầu thủ                                       |
| -- | -- | ----------- | --------------------------------------------- |
| —  | HV | Tây Ban Nha | Álex Martín (tại Racing Ferrol đến 30/6/2024) |
| —  | TV | Tây Ban Nha | Raúl Guti (tại Zaragoza đến 30/6/2024)        |